# JetLink Express
JetLink Express fue una aerolínea regional con base en Nairobi, Kenia. Cesó en sus operaciones.
[[Vuelo 205 De JetLink]]

## Destinos
Jetlink Express opera a los siguientes destinos:
- - Eldoret (Aeropuerto Internacional de Eldoret)
  - Kisumu (Aeropuerto de Kisumu)
  - Mombasa (Aeropuerto Internacional Moi)
  - Nairobi (Aeropuerto Internacional Jomo Kenyatta) Hub
  - Wajir - (Aeropuerto de Wajir)

- - Hargeisa - Aeropuerto Internacional de Hargeisa

- - Juba - Aeropuerto de Juba

- - Mwanza - Aeropuerto de Mwanza
  - Dar es Salaam - (Aeropuerto Internacional Julius Nyerere)

## Flota
La flota de JetLink Express incluye los siguientes aviones con una media de edad de 17,7 años (a 1 de diciembre de 2010):